# الشرطة الاتحادية الوزارية

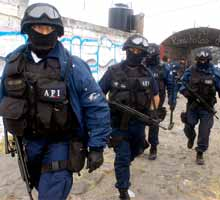
قوات الوكالة في ولاية ميتشواكان.

الشرطة الاتحادية الوزارية (بالإسبانية:  Policía Federal Ministerial، بالإنجليزية: Federal Ministerial Police) أو (PFM) وكالة اتحادية مكسيكية مكلفة بمحاربة الفساد والجريمة المنظمة، من خلال أمر تنفيذي من قبل الرئيس فيسنتي فوكس كيسادا، ويتم توجيها من قبل مكتب النائب العام. غالباً ما يرتدي منتسبي الوكالة أقنعة عند أداءهم الواجب للحفاظ على سرية هوايتهم وعدم التعرف عليهم من قبل العصابات.

## الرتب
- رئيس الشرطة الوزارية الإتحادية
- نقيب المفتشين العام
- رئيس المفتشين
- ضابط محقق
- محقق رتبة "A"
- محقق رتبة "B"
- محقق رتبة "C"

## الأسلحة والمعدات
تستخدم الوكالة عدة اسلحة تكتيكية وأوتومانيكية منها:
- إسرائيل: إم آي إم غاليل
- ألمانيا: إم بي 5
- الولايات المتحدة: AR-15
- الولايات المتحدة: بندقية إم-4 القصيرة

## وصلات خارجية
- (بالإسبانية) مكتب النائب العام.